# Leopold Mueller
Benjamin Karl Leopold Mueller (24 juin 1822– 13 octobre 1893) est un médecin allemand qui est conseiller étranger au Japon pendant l'ère Meiji.